# 9227 Ashida
9227 Ashida eller 1996 BO2 är en asteroid i huvudbältet som upptäcktes den 26 januari 1996 av den japanska astronomen Takao Kobayashi vid Ōizumi-observatoriet. Den är uppkallad efter Masafumi Ashida.